# نمو نفسي جنسي
يُعتبر النمو النفسي الجنسي (بالإنجليزية: Psychosexual development) من وجهة النظر الفرويدية عنصرا أساسيا في النظرة النفسية التحليلية لنظرية الحافز الجنسي، حيث يمتلك البشر، منذ الولادة، رغبة جنسية غريزية (طاقة جنسية) تتطور على خمس مراحل طبقا لفرويد. وتتميز كل مرحلة (الفمية، والشرجية، والقضيبية، والكامنة، والتناسلية) بوجود منطقة الشهوة الجنسية التي هي مصدر محرك للشهوة الجنسية. واقترح سيغموند فرويد أنه إذا تعرض الطفل للتثبيط الجنسي فيما يتعلق بأي مرحلة تنموية نفسية، فإنه سيواجه قلق من شأنه أن يستمر لمرحلة البلوغ في شكل عصاب، وهو اضطراب عقلي وظيفي.
المرحلة الفمية: والمعروفة أيضا بالمرحلة الشفقية، و تدوم تقريبا لمدة أول سنتين، حيث تتميز بتمركز الإحساس بالإشباع الجنسي في الفم عن طريق الرضع أو التقبيل، ويؤكد سيغموند فرويد في كتابه ثلاث مباحت في نظرية الجنس على أن هذه المرحلة مسؤولة عن بناء شخصية الفرد بشكل كبير، وخصوصا توسيع إدراكاته الجنسية.
المرحلة الشرجية والمرحلة القضيبية: وهي المرحلة التي تتلو مباشرة المرحلة الشفقية (الفمية)، وتستمر تقريبا لغاية الست سنوات الأولى، وتتميز بنمو جنسي إدراكي للأعضاء الجنسية والاختلافات الجنسية الفيزيولوجية بين الجنسين، تميزها عملية التفقد واللعب بالأعضاء الجنسية، وإدراك الفروق العضوية الجنسية، وتحديد التوجه الجنسي، والميول لأحد الأبوين حسب الجنس (عقدة أوديب).
المرحلة الكامنة:أو مرحلة الكمون والخمود، وهي المرحلة التي تأتي مباشرة بعد المرحلة القضيبية والشرجية، وتتميز بكمون الطاقة الجنسية، وهي الفترة الفاصلة بين الست سنوات وفترة المراهقة، لتعود بعدها الطاقة الجنسية بالظهور مصاحبة بذلك تغيرات فيزيولوجية وإفرازات هرمونية جنسية، ونضوج إدراكي جنسي في المرحلة التناسلية.
المرحلة التناسلية:وهي المرحلة التي تلي مرحلة الكمون، تتميز بقدرة الجهاز التناسلي على إنتاج أمشاج جنسية، وممارسة الفعل التناسلي.

## النمو النفسي الجنسي بحسب فرويد

### المرحلة الفمية
المرحلة الأولى من التطور النفسي الجنسي هي المرحلة الفمية، والتي تمتد من الولادة حتى العام الأول، إذ يكون فم الرضيع هو محور الإشباع الشهواني المستمد من متعة الرضاعة من ثدي الأم ومن الاستكشاف الفمي لمحيطه، أي الميل إلى وضع الأشياء في الفم. تهيمن الهو لأن الأنا والأنا العليا لم تكن قد تطورت بالكامل بعد في هذه المرحلة، وبما أن الرضيع ليس لديه شخصية (هوية) بعد فإن كل أفعاله قائمة على مبدأ اللذة. مع ذلك، فإن الأنا الطفلية تتشكل خلال المرحلة الفمية ويساهم عاملان في تكوينها:
1. في تكوين صورة الجسم، وهذا منفصل عن العالم الخارجي، على سبيل المثال يفهم الطفل الألم في حال طُبق على جسمه وبالتالي تحديد الحدود المادية بين الجسم والمحيط؛
2. تؤدي تجربة الإشباع المتأخر إلى الإدراك بأنه يمكن تلبية حاجات معينة باتباع سلوك معين، مثلًا يؤدي البكاء إلى تلبية بعض الاحتياجات.[4]

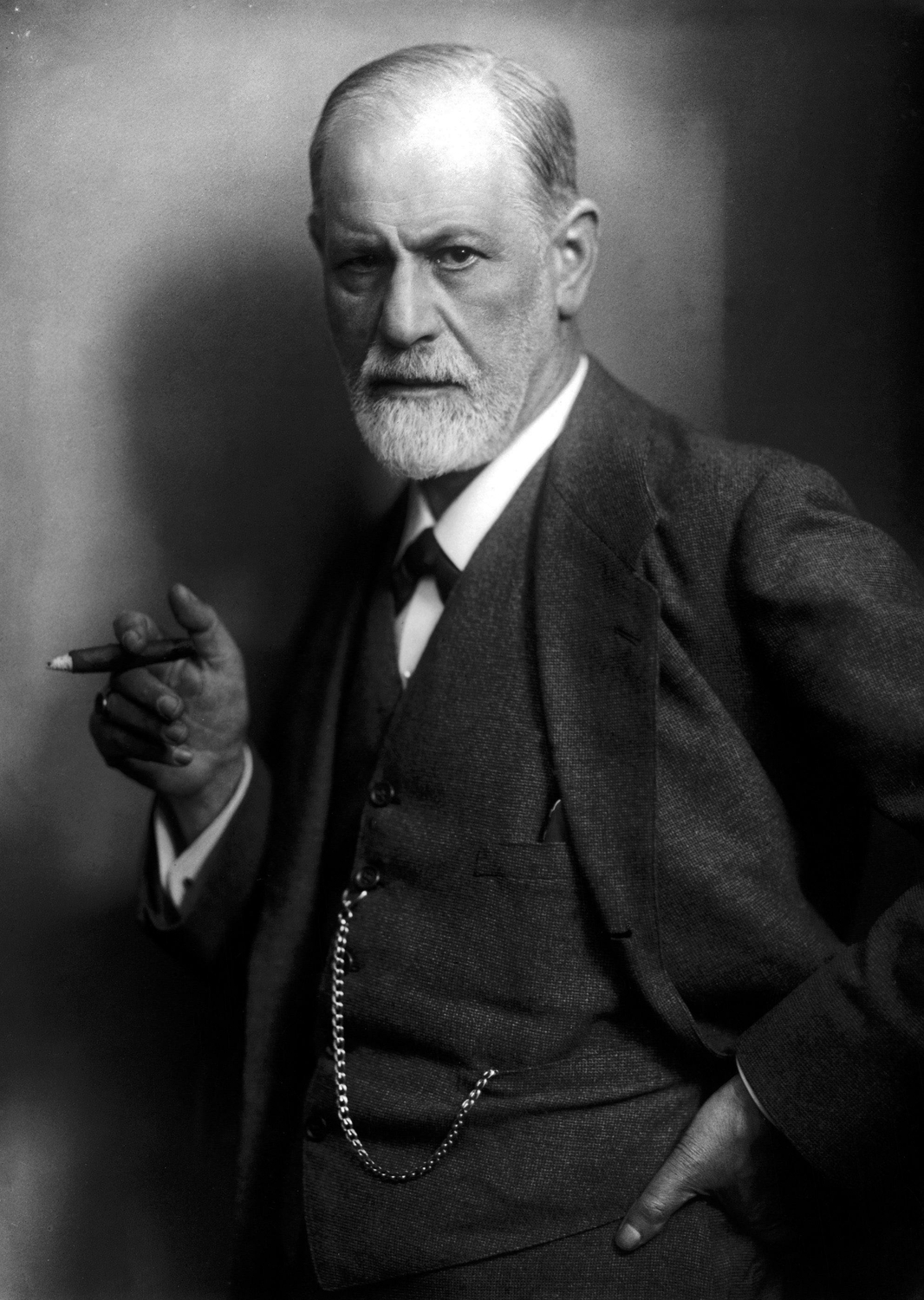
فرويد

الفطام هو التجربة الرئيسية في المرحلة الفمية من النمو النفسي الجنسي عند الرضيع، إذ أنه أول شعور بالخسارة ناتج عن فقدان العلاقة الجسدية الحميمة للرضاعة من ثدي الأم. إلا أن الفطام يزيد من وعي الرضيع بنفسه بأنه لا يتحكم في محيطه، وبالتالي يتعلم تأخر الإشباع، مما يؤدي إلى تكوين قدرات الاستقلالية (الوعي بحدود الذات) والثقة (السلوكيات التي تؤدي إلى الإشباع). مع ذلك، فإن التثبيط في المرحلة الفمية من خلال زيادة أو نقص إشباع الرغبة قد يؤدي إلى التثبيت في هذه المرحلة. يترتب على التثبيت في هذه المرحلة السلبية، السذاجة، عدم النضج، التفاؤل غير الواقعي والذي يتجلى في شخصية متلاعبة ناتجة عن تشوه الأنا. في حال زيادة الإشباع فإن الطفل لا يتعلم أنه لا يتحكم في محيطه وأن الإشباع لا يحصل بشكل فوري دائمًا وبالتالي تتكون شخصية غير ناضجة. في حال نقص الإشباع قد يصبح الرضيع سلبيًا عندما يتعلم أن الإشباع لن يحصل حتى بالرغم من إتباع السلوك المرضي.

### المرحلة الشرجية
المرحلة الثانية من النمو النفسي الجنسي هي المرحلة الشرجية، والتي تمتد من عمر ثمانية عشر شهرًا إلى ثلاث سنوات، إذ تتغير المنطقة المثيرة للشهوة الجنسية لدى الرضيع من الفم (السبيل الهضمي العلوي) إلى فتحة الشرج (السبيل الهضمي السفلي) بينما يستمر تشكل الأنا. التدريب على استخدام المرحاض هو التجربة الرئيسية في المرحلة الشرجية للطفل، والتي تحدث في حوالي سن عامين، وينتج عنها تعارض بين الهو (المطالبة بالإشباع الفوري) والأنا (المطالبة بالإشباع المتأخر) في التخلص من النفايات الجسدية والتعامل مع الأنشطة ذات الصلة (مثل التلاعب بالتغوط والامتثال لمطالب الوالدين). يؤثر أسلوب التربية على حل الصراع بين الهو والأنا، والذي إما أن يكون تدريجيًا وسليمًا من الناحية النفسية أو مفاجئًا وصادم نفسيًا.
يتمثل الحل المثالي للصراع بين الهو والأنا في تكيف الطفل مع مطالب الوالدين المعقولة التي تعلم قيمة وأهمية النظافة الجسدية والنظام البيئي، وبالتالي إنتاج شخص بالغ متحكم بذاته. ومع ذلك، إذا طالب الوالدان الطفل بمطالب غير معقولة، من خلال الإفراط في التركيز على التدريب على استخدام المرحاض، فقد يؤدي ذلك إلى تنمية شخصية قهرية أي شخص مهتم بشكل مبالغ به بالنظافة والنظام. إذ أطاع الطفل الهو وأذعن الوالدان فقد ينتج عن ذلك شخصية منغمسة ذاتيًا تتميز بالإهمال للنظافة الشخصية والاضطراب البيئي. إذا استجاب الوالدان لذلك، فيجب على الطفل الامتثال، ولكن قد يطور إحساسًا ضعيفًا بالذات إذ أن إرادة الوالدين، وليس أنا الطفل، هي التي تتحكم في التدريب على المرحاض.

### المرحلة الكامنة
المرحلة الرابعة من النمو النفسي الجنسي هي المرحلة الكامنة التي تمتد من سن ست سنوات حتى سن البلوغ، إذ يرسخ الطفل العادات الشخصية التي طورها في المراحل الثلاث السابقة من التطور النفسي والجنسي. سواء نجح الطفل في حل النزاع الأوديبي أم لا، فإنه يتعذر على الأنا الوصول إلى الدوافع الغريزية للهو إذ أن الحيل الدفاعية قد قمعتها خلال المرحلة القضيبية.
من ثم، ونظرًا لأن الدوافع المذكورة كامنة (مخفية) والإشباع متأخر، على عكس المراحل السابقة الفمية والشرجية والقضيبية، فيجب على الطفل أن يستمد متعة الإشباع من عمليات التفكير الثانوية التي توجه الدوافع الشهوانية نحو الأنشطة الخارجية مثل التعليم، الصداقات، الهوايات وما إلى ذلك.
أي عصاب ناشئ خلال المرحلة الرابعة الكامنة من النمو النفسي الجنسي يكون نتيجة الحل غير الكافي إما لعقدة أوديب أو فشل الأنا في توجيه طاقاتها نحو الأنشطة المقبولة اجتماعيًا.